# Oblastní rada Abú Basma
Oblastní rada Abú Basma (hebrejsky מועצה אזורית אבו בסמה‎, mo'aca ezorit Abu Basma, arabsky مجلس إقليمي أبو بسمة‎, madžlis iklímí Abú Basma) byla oblastní rada (jednotka územní správy a samosprávy) v jižním distriktu v Izraeli sdružující několik beduínských vesnic. Vznikla v roce 2004 a zanikla roku 2012, kdy byla rozdělena na oblastní rady al-Kasum a Neve midbar.
Rozkládala se v několika územně nepropojených enklávách v centrální a severní části Negevské pouště. Plocha Oblastní rady Abú Basma dosahovala 43 kilometrů čtverečních. Zahrnovala jen několik beduínských osad bez okolní krajiny.

## Dějiny

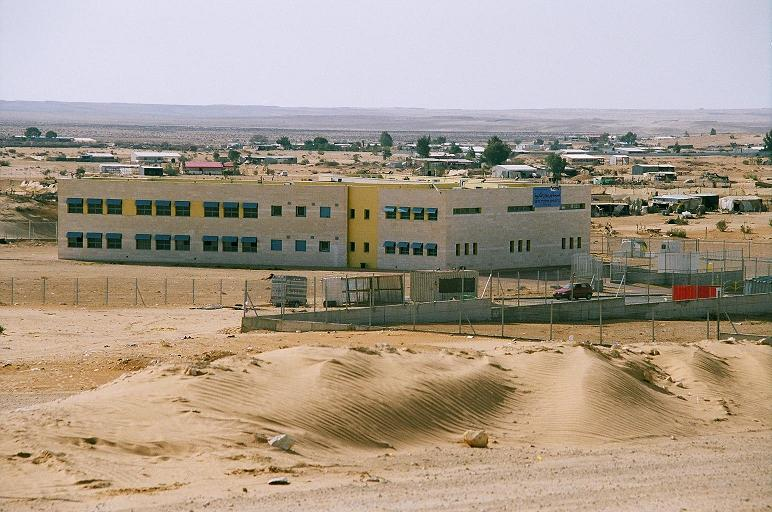
Pohled na vesnici B'ir Hadádž

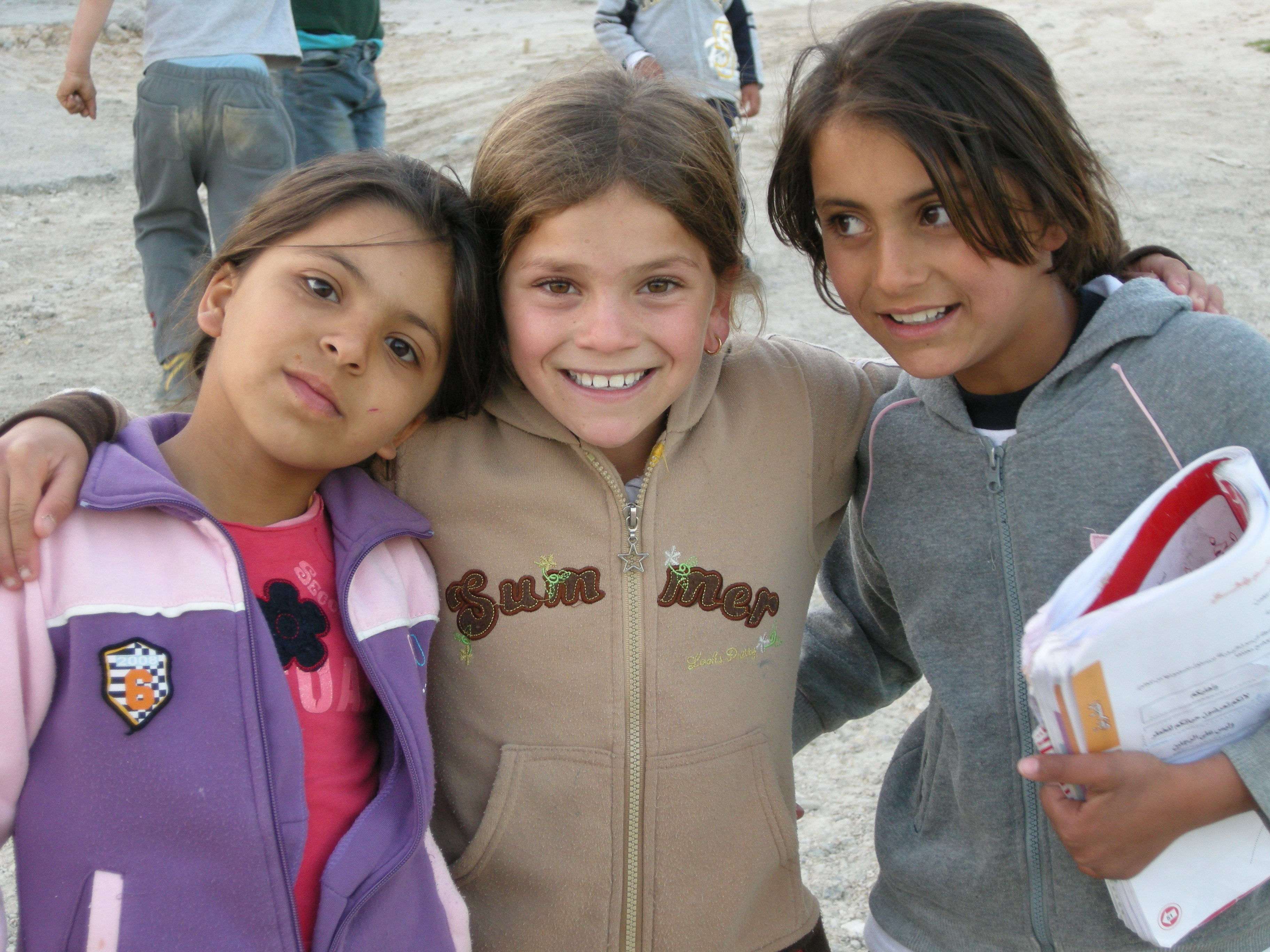
Děti z vesnice Dridžat

Rada vznikla v důsledku vládní rezoluce číslo 881 ze dne 29. září 2003, známou jako „Plán Abú Basma,“ která vyzývala ke vzniku sedmi nových beduínských sídel v Negevské poušti. Založena byla 28. ledna 2004 ministrem vnitra Avrahamem Porazem. Samosprávné orgány dlouho nebyly plně utvořeny a rada byla z velké části spravována ministerstvem vnitra. V radě byla nejvyšší míra nezaměstnanosti v Izraeli.
Starostou rady byl עמרם קלעג׳י – Amram Kaladži. Oblastní rada měla velké pravomoci zejména v provozování škol, územním plánování a stavebním řízení nebo v ekologických otázkách.
V roce 2012 došlo ke zrušení oblastní rady Abú Basma a jejímu rozdělení na oblastní rady al-Kasum a Neve midbar.

## Seznam sídel
Oblastní rada Abú Basma zahrnovala několik obcí. Některé z nich měly charakter již dříve existujících shluků rozptýlené beduínské zástavby, jiné byly nově zřízené, coby plánovitě zbudovaná beduínská sídla (například Tarabin as-Sani). Další sídla nebyla administrativně uznána za samostatné obce ale měly už separátní členský status v rámci oblastní rady. V teritoriu pak existovalo i několik shluků zástavby, které neměly žádný právní status.
| členské obce - Abú Kurajnát - as-Sajjid - B'ir Hadádž - Dridžat - Kasr as-Sirr - Kochlija - Makchul - Mulada - Tarabin as-Sani - Um Batin | neuznané beduínské osady - Abu Talul - al-Atraš - al-Havašili - Bir Hil |

## Demografie
Podle Centrálního statistického úřadu žilo v oblastní radě k roku 2007 celkem 3100 obyvatel a obyvatelstvo rady bylo téměř výhradně arabské (99,9 %). Roční přírůstek činil 32,4 %.
V souvislosti s novým sčítáním lidu roku 2008, které korigovalo populaci nových osad, a v souvislosti s postupnou registrací obyvatel beduínských osad do nových oficiálně uznávaných obcí probíhá prudký nárůst evidované populace oblastní rady. K 31. prosinci 2009 žilo v oblastní radě Abú Basma 13 300 obyvatel.
Neoficiálně byla ale populace oblastní rady ještě daleko vyšší. V době jejího založení žilo v radě zhruba 30 000 beduínů, čímž se jednalo o nejlidnatější oblastní radu jižního distriktu, zároveň však s nejmenší správní oblastí. V jiných pramenech se dokonce uváděl počet obyvatel 80 000, přičemž stávající správní území rady mělo umožnit usídlení dalších 65 000 do roku 2020. Populace se zdvojnásobovala každých 13 let.
| Rok            | 2006  | 2007  | 2008   | 2009   |
| -------------- | ----- | ----- | ------ | ------ |
| Počet obyvatel | 2 300 | 3 100 | 11 200 | 13 300 |